# Wiktorija Bulitko
Wiktorija Serhijiwna Bulitko (ukr. Вікторія Сергіївна Булітко; ur. 25 stycznia 1983 w Zaporożu) – ukraińska aktorka teatralna, filmowa i telewizyjna, a także piosenkarka.

## Życiorys
Urodziła się w rodzinie nauczycieli. Ukończyła klasę fizyczno-matematyczną szkoły nr 23 w Zaporożu.
W 2000 rozpoczęła studia na wydziale teatralnym Zaporoskiego Uniwersytetu Narodowego, na kierunku „Aktorka teatralna i filmowa”. Studia ukończyła w 2005.

### Kariera teatralna
W latach 2001–2008 pracowała w Zaporożkim Akademickim Teatrze Młodzieżowym. Jak później przyznała, jej pierwsza pensja za występ wyniosła zaledwie 34 hrywny. W 2008 roku przeniosła się do Kijowa, gdzie rozpoczęła intensywną działalność w branży telewizyjnej i filmowej. W latach 2008–2016 była aktorką Kijowskiego Akademickiego Teatru Dramatycznego na Podolu.
W 2010 wystąpiła w spektaklu Zeszłego lata w Czulimsku autorstwa Aleksandra Wampiłowa, gdzie zagrała główną rolę oraz wykonała utwory muzyczne. Za tę rolę w 2012 otrzymała nagrodę teatralną „Kijowski Pektoral” w kategoriach „Najlepsza rola kobieca” oraz „Najlepsza koncepcja muzyczna przedstawienia”.

### Działalność komediowa i telewizyjna
Po ukończeniu studiów, wraz z Olhą Kijaszko, utworzyła duet Halwa, z którym występowała na festiwalach kabaretowych i konkursach. Trzykrotnie zwyciężyła na jałtańskim festiwalu Złoty Królik (2005, 2006, 2007). W 2007 wzięła udział w programie Ostannij komik na kanale ICTV, a w 2010 wystąpiła w skecz-show Krasuni na Nowyj kanał.
Od 2015 współpracuje z producentem telewizyjnym Dizel Studio. Występuje w produkcjach studia, takich jak Dizel Show, Dizel-night, skecz-show Na trjoch oraz serial Wyżyty za budʹ-jaku cinu. W 2019 uczestniczyła w programie Tanci z zirkamy na kanale 1+1.
Dotychczas zagrała w kilkudziesięciu serialach telewizyjnych, a także filmach.

### Działalność muzyczna
Jest liderką zespołu Bulitka (ukr. Булитка), a także autorką wszystkich piosenek grupy.
Umie grać na gitarze, pianinie, akordeonie, a także śpiewać. Barwa jej głosy to mezzosopran.